# Olbramovický potok
Olbramovický potok je vodní tok v Dyjsko-svrateckém úvalu, který napájí kaskádu rybníků kolem Branišovic a s přítokem Miroslavkou velký Novoveský rybník. Skrze Mlýnský náhon je pravým přítokem řeky Jihlavy.

## Průběh toku
Pramení na území obce Olbramovice, kterou pak protéká jihovýchodním směrem. Níže napájí Horní Branišovický rybník, protéká Branišovicemi a v Dolním Branišovickém rybníku přijímá zprava Našiměřický potok. Navazují Horní Vlasatický rybník a Křížový rybník, kde se vlévají dva malé potoky jménem Svodnice, zleva z katastru Branišovic a zprava z Trnového Pole. Před Vlasaticemi mění Olbramovický potok svůj směr na východ a v obci přijímá zprava svůj největší a nejdelší přítok Miroslavku, která je v podstatě jeho hlavní zdrojnicí. O kilometr dále začíná vzdutí Novoveského rybníka, třetího největšího rybníka na Moravě. Bezprostředně pod jeho hrází se výtok vlévá do Mlýnského náhonu na Jihlavě.

## Obce na povodí
- Okres Brno-venkov: Branišovice, Troskotovice, Vlasatice
- Okres Znojmo: Bohutice, Damnice, Dolenice, Jiřice u Miroslavi, Miroslav, Miroslavské Knínice, Našiměřice, Olbramovice, Suchohrdly u Miroslavi, Trnové Pole